# دوقية ماغدبورغ
دوقية ماغدبورغ (بالألمانية: Herzogtum Magdeburg)‏ مقاطعة في براندنبورغ بروسيا بين عامي 1680-1701 وفي مملكة بروسيا من 1701 إلى 1807. حلت محل مطرانية ماغديبرغ بعد أن علمنتها براندنبورغ. كانت عاصمتا الدوقية ماغدبورغ وهاله، في حين كانت بورغ بلدة هامة أخرى. تم حلها أثناء الحروب النابليونية في عام 1807، وضـُـمت أراضيها إلى مقاطعة ساكسونيا في عام 1815.

## التاريخ
في سنة 1545 بدأت مطرانية ماغديبرغ للروم الكاثوليك تدار من قبل أمراء غير رهبان، معظمهم من اللوثريون إبان الإصلاح البروتستانتي. وعدت معاهدة وستفاليا سنة 1648 مرغريفية براندنبورغ التي يحكمها آل هوهنتسولرن بالمطرانية عند وفاة مديرها الحالي أوغست، دوق ساكسونيا فايسنفلس. كانت مدينة ماغدبورغ مطلوبة أيضاً لإضفاء الإجلال إلى صورة لأمير براندنبورغ ناخب. وفي عام 1666، استعمل الناخب فريدرش فيلهلم جيشه المتطور لتثبيت حامية براندنبورغية دائمة في المدينة.
ورثت براندنبورغ-بروسيا مطرانية ماغدبورغ عند وفاة أوغست دوق ساكسونيا فايسنفلس عام 1680 وأعادت تنظيم الأراضي باسم دوقية ماغدبورغ، ويكون ناخبو براندنبورغ هم دوقاتها بالوراثة. كانت منطقة هاله (زالكرايس) التابعة للمقاطعة محاطة بالكامل بإمارة أنهالت وكونتية مانسفلد (التي استولت عليها بروسيا في عام 1790) وانتخابية ساكسونيا. ضد رغبات نبلاء الدوقية اللوثريين، تم تعيين مستشار كالفيني لحكم الدوقية. أصبحت هاله تحت قيادة أوغست هرمان فرانكه مركز الحركة التقوية في براندنبورغ بروسيا.
بتتويج الناخب فريدرش الثالث نفسه ملكاً في بروسيا باسم فريدرش الأول في عام 1701، صارت دوقية ماغدبورغ جزءاً من مملكة بروسيا الجديدة. واجهت جهود الملك فريدرش فيلهلم الأول الرامية لتحديث قوانين ملكية الأراضي الإقطاعية معارضة من نبلاء اليونكر في الدوقية، خشية فقدانها ميزة الإعفاء من الضرائب. وتحصل النبلاء على حكمين من المحكمة الإمبراطورية في فيينا لحماية حقوقهم عامي 1718 و1725. أصبح يوستس هيننغ بومر مستشارة المقاطعة سنة 1743.
بإنشاء فريدرش فيلهلم الأول للإدارة العامة سنة 1723، باتت دوقية ماغدبورغ وإمارة هالبرشتات، ومرغريفية براندنبورغ تدار من قبل القسم الثاني من الإدارة العامة. تم إنشاء اتحاد ائتماني زراعي (لندشافت) مرسمل من الدولة في الدوقية في عام 1780 للاستخدام الحصري من طبقة النبلاء. أعطت السيطرة على أراضي ماغدبورغ الحكم الملكي احتكاراً مربحاً لودائع شتاسفورت وهاله من الملح.
قدمت طبقات بومرانيا طواعية 5000 جندي للجيش البروسي خلال حرب السنوات السبع؛ تم تكرار المبادرة من نبلاء ماغدبورغ والمقاطعات المجاورة.
هزم نابليون بروسيا في حرب التحالف الرابع عام 1806. وحل صلح تيلسيت في العام التالي دوقية ماغدبورغ. وضـُـمت الأراضي الدوقية غرب نهر إلبه بما في ذلك مدينتا ماغدبورغ وهاله إلى مملكة فستفالن، وهي دولة عميلة للإمبراطورية الفرنسية الأولى. فيما بقيت الأراضي الدوقية شرق نهر إلبه ضمن مملكة بروسيا المنهكة التي صغرت كثيراً.
استعادت بروسيا أراضي ماغدبورغ وهاله خلال حرب التحالف السادس. في عام 1815 بعد الحروب النابليونية، تم دمج أراضي دوقية ماغدبورغ وألتمارك وجزء من مملكة ساكسونيا لإنشاء مقاطعة ساكسونيا البروسية الجديدة.